# Комарно (Нижньосілезьке воєводство)
Комарно (пол. Komarno) — село в Польщі, у гміні Яновиці-Великі Єленьоґурського повіту Нижньосілезького воєводства.
Населення — 824 особи (2011).
У 1975-1998 роках село належало до Єленьоґурського воєводства.

## Демографія
Демографічна структура станом на 31 березня 2011 року:
|          | Загалом | Допрацездатний вік | Працездатний вік | Постпрацездатний вік |
| -------- | ------- | ------------------ | ---------------- | -------------------- |
| Чоловіки | 416     | 85                 | 311              | 20                   |
| Жінки    | 408     | 66                 | 265              | 77                   |
| Разом    | 824     | 151                | 576              | 97                   |

## Галерея

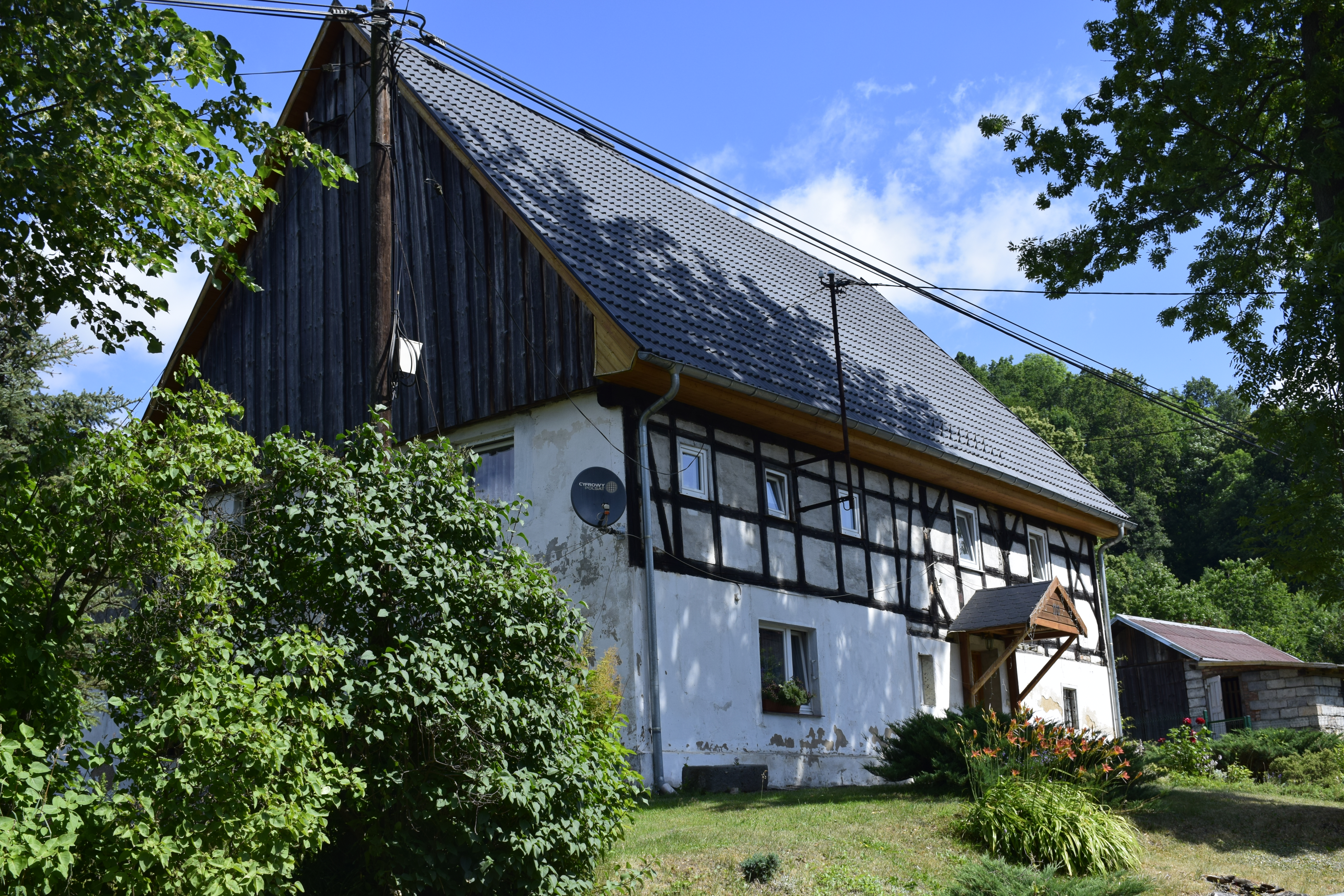
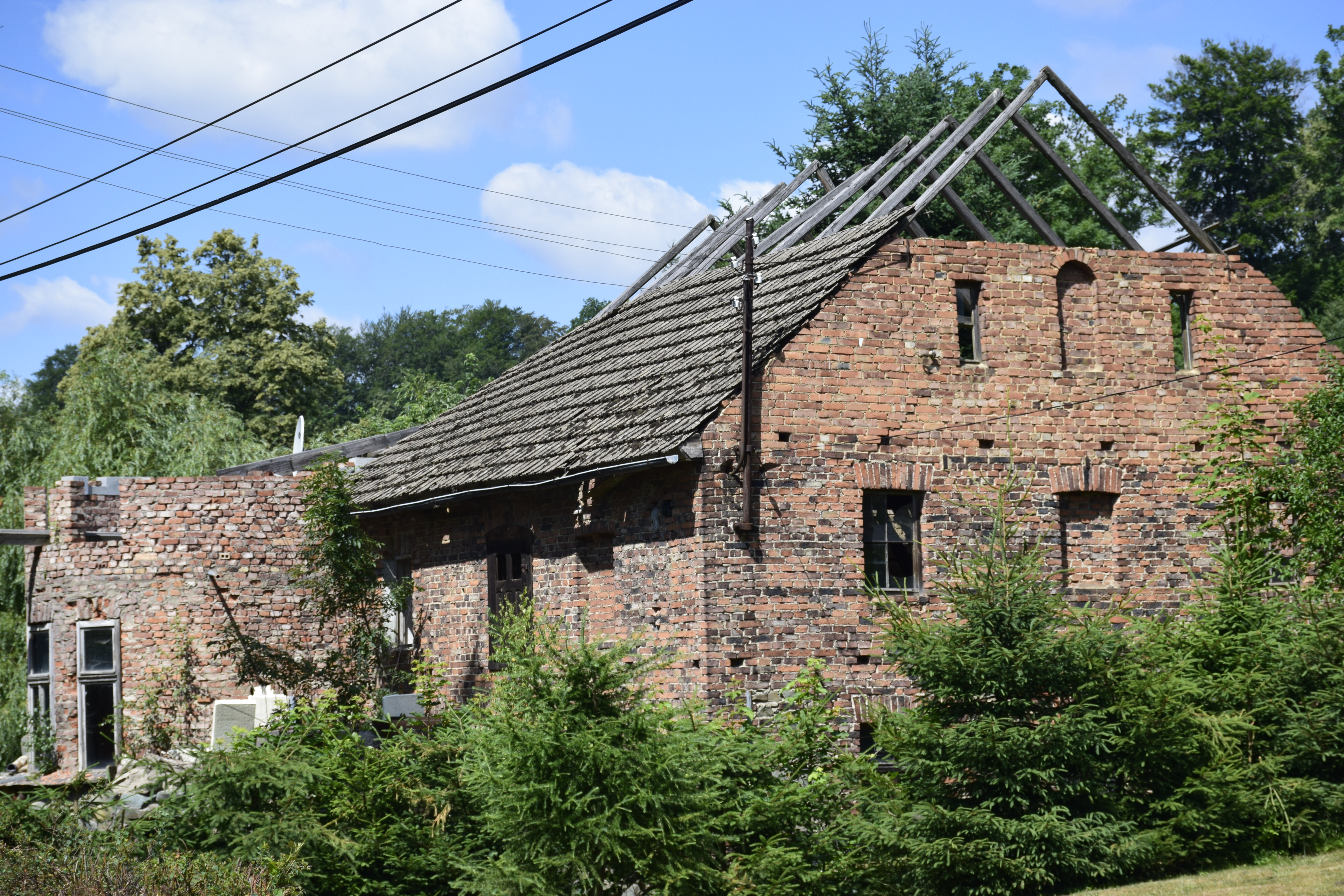
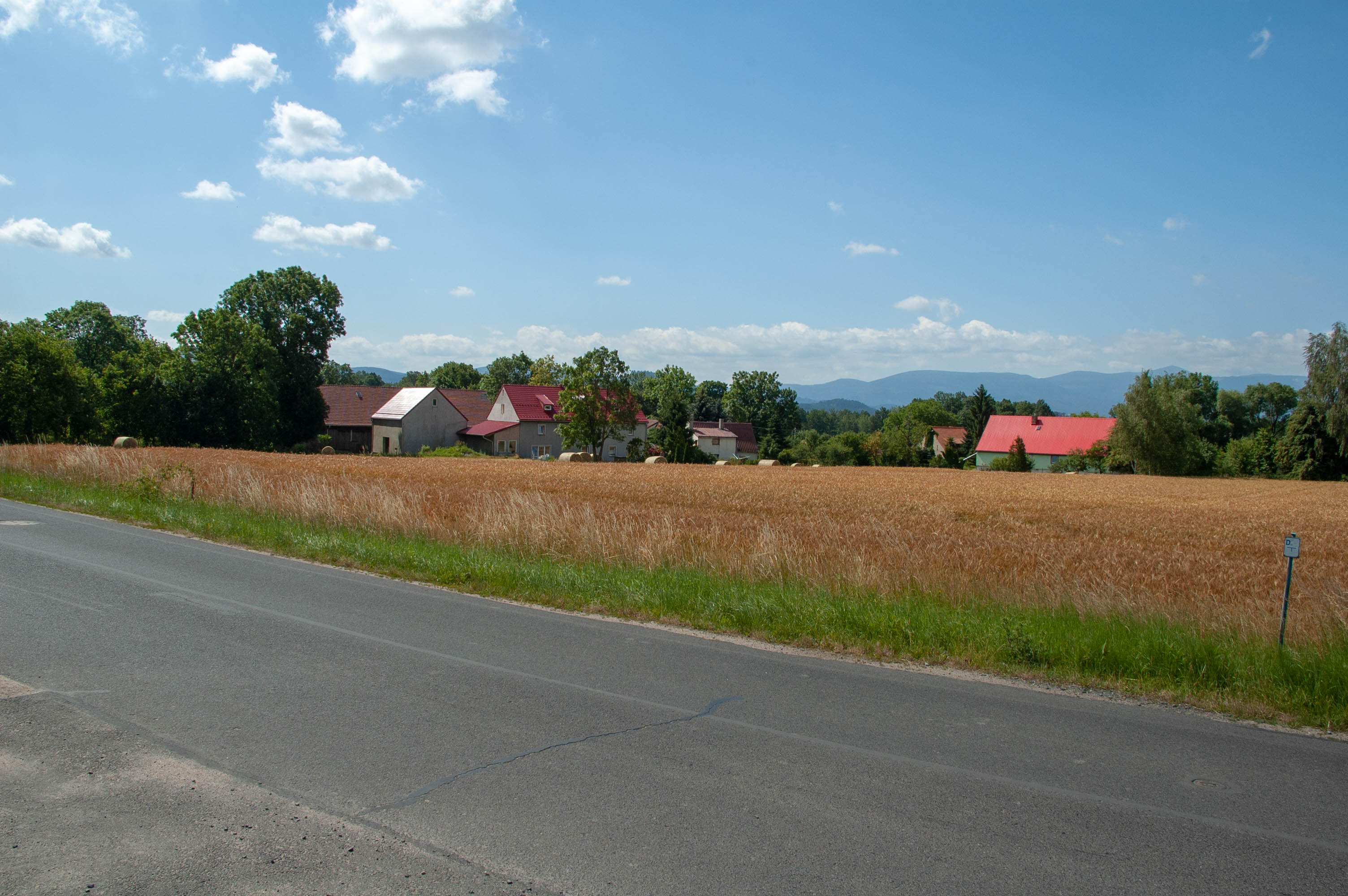
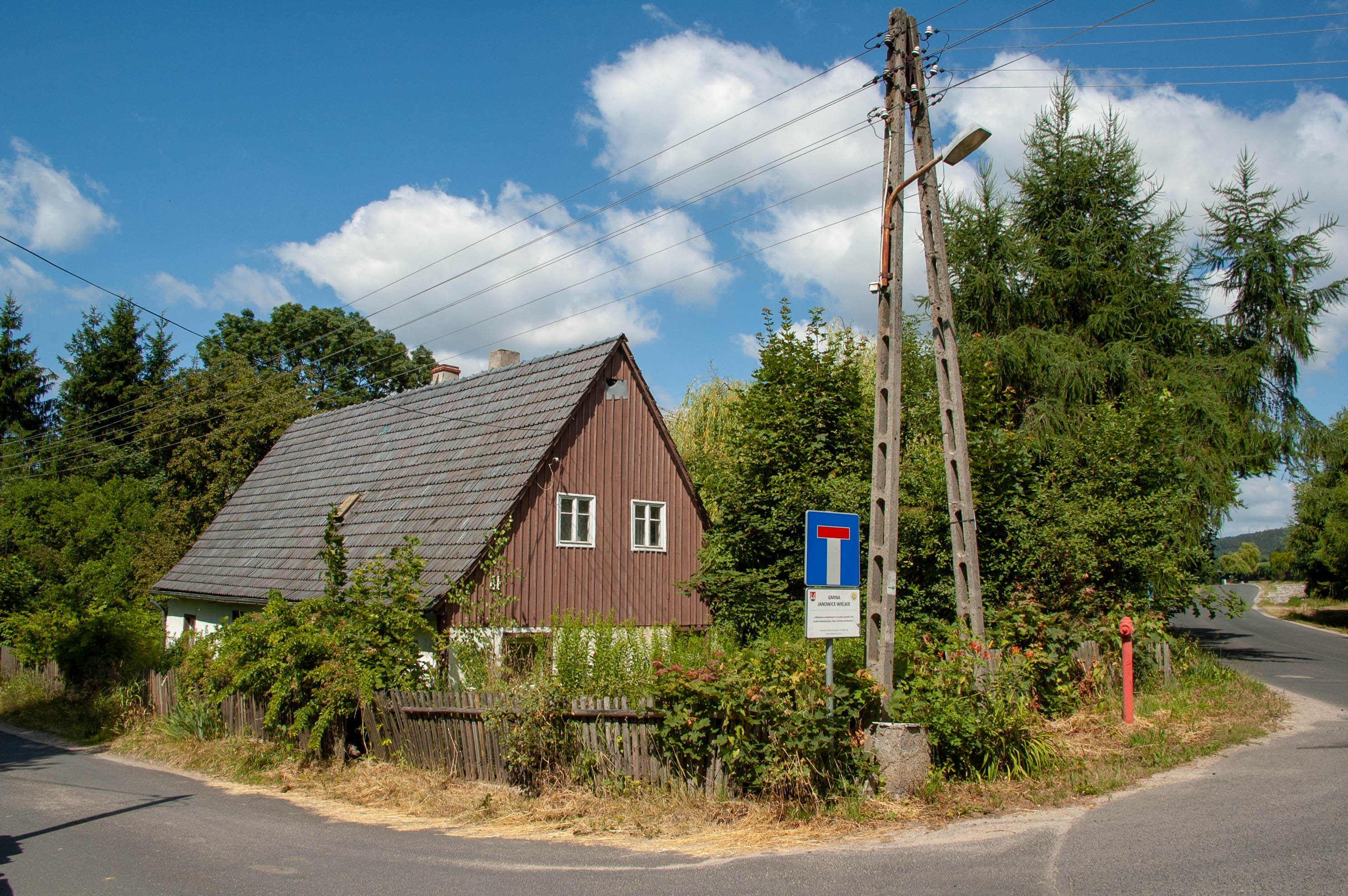